# Martín de Aranda Valdivia
Martín Alonso de Aranda Valdivia (Villarrica, 1560-Elicura, 14 de diciembre de 1612), jesuita chileno. Murió asesinado en Elicura junto a otros religiosos durante la Guerra de Arauco. Su martirio sirvió de argumento en contra de la estrategia de la llamada Guerra defensiva que era impulsada por los propios jesuitas de Chile, liderados por Luis de Valdivia, que buscaban priorizar la evangelización de los mapuches sobre una guerra abierta, que hasta esa época no había dado grandes resultados.

## Biografía
Sus padres fueron Pedro de Aranda y Catalina de Escabías y Dávalos, eran gente muy cristiana y que educaban bien a sus hijos. Desde su niñez aprendió el idioma mapuche y posteriormente estudió latín en su época religiosa. Fue soldado de las tropas españolas, junto a sus hermanos. Fue distinguido como buen soldado, siendo nombrado Primer Corregidor de Riobamba en 1589 por el virrey del Perú, entidad indiana dependiente del Corregimiento de Quito (actual Ecuador). A los 31 años, practicó los Ejercicios Espirituales de San Ignacio.

## Carrera religiosa
El 11 de marzo de 1592 ingresó en la Compañía de Jesús en Lima. Tras años de estudios, se incorpora el 12 de diciembre de 1599, con el título de Coadjutor espiritual. Tras la fracasada expedición a los Indios Chunchos, en Quito, se trasladó a Chile acompañado al padre Luis de Valdivia, llegando a Santiago en 1607. Asesinado a lanzazos en Elicura en diciembre de 1612 junto a otros dos religiosos, Orazio Vecchi y Diego de Montalván, en un acto de venganza por el hecho de que los españoles no habían devuelto a dos esposas y dos hijas fugadas del jefe indígena Anganamón. Su cuerpo sin vida fue rescatado y enterrado en la iglesia de la Compañía, en Concepción.
En 1665 se abrió una causa para beatificarlo junto a los otros religiosos compañeros de martirio, por lo que recibió el título de Siervo de Dios por la Iglesia católica, no obstante, no ha habido avances en este proceso desde 1910.
En 1999, fue erigida una cruz monumental en las proximidades donde según los registros historiográficos fueron asesinados los «Mártires de Elicura», en el sector conocido como Agua de los Padres por esta misma razón, en la actual comuna de Contulmo, provincia de Arauco.